# Équipe de Bosnie-Herzégovine espoirs de football
Maillots
L'équipe de Bosnie-Herzégovine espoirs de football est une sélection de joueurs de moins de 21 ans bosniens placée sous l'égide de la Fédération de Bosnie-Herzégovine de football.

## Parcours au Championnat d'Europe de football espoirs
- 1998 : Non qualifié
- 2000 : Non qualifié
- 2002 : Non qualifié
- 2004 : Non qualifié
- 2006 : Non qualifié
- 2007 : Non qualifié
- 2009 : Non qualifié
- 2011 : Non qualifié
- 2013 : Non qualifié
- 2015 : Non qualifié
- 2017 : Non qualifié
- 2019 : Non qualifié
- 2021 : Non qualifié
- 2023 : Non qualifié

## Sélection actuelle
Cette liste représente les joueurs appelés pour disputer des matchs amicaux contre la Suisse le 23 septembre 2022 et contre la Slovénie le 26 septembre 2022.
Gardiens
- Nikola Ćetković
- Muhamed Šahinović
- Mihajlo Dabić
- Bakir Brajlović

Défenseurs
- Marko Kujundžić
- Mustafa Šukilović
- Tarik Muharemović
- Mladen Cvjetinović
- Alden Šuvalija
- Amar Drina
- Luka Janković
- Filip Račić

Milieux
- Ivan Bašić
- Enver Kulašin
- David Čavić
- Dejan Popara
- Silvio Ilinković
- Hamza Gasal
- Tarik Ramić
- Eldar Mehmedović
- Petar Sučić
- Harun Karić

Attaquants
- Andrija Drljo
- Franko Sabljić
- Admir Bristrić